# Profiles
Profiles er et album af Pink Floyds trommeslager Nick Mason og 10ccs guitarist Rick Fenn, udgivet i 1985. Det er næsten udelukkende instrumentalt, bortset fra 2 sange: "Lie for a Lie" som præsenterer Pink Floyds sanger og guitarist David Gilmour og Mike Oldfields tidligere sangerinde fra 1980'erne Maggie Reilly; og "Israel" sunget af UFOs keyboardist Danny Peyronel.